# Senegal na Letnich Igrzyskach Olimpijskich 1980
Senegal na Letnich Igrzyskach Olimpijskich 1980 – dokonania senegalskich sportowców uczestniczących w Letnich Igrzyskach Olimpijskich 1980.
Senegal reprezentowało 32 zawodników (30 mężczyzn i 2 kobiety). Był to piąty start reprezentacji Senegalu na letnich igrzyskach olimpijskich.

## Skład reprezentacji

### Judo
- Boubacar Sow – 19. miejsce – przegrał z Luisem Shinoharą z Brazylii
- Djibril Sambou – 11. miejsce – wygrał z Gerardem Tom-Tamem z Kamerunu i Mamadou Diallo z Gwinei. Przegrał z Januszem Pawłowskim
- Niokhor Diongue – 10. miejsce – wygrał z Roukozem Roukozem z Libanu i Alonzo Hendersonem z Irlandii. Przegrał z Karl-Heinz Lehmann z NRD
- Karim Badiane – 17. miejsce – przegrał z Haraldem Heinke z NRD
- Akilong Diabone – 13. miejsce – wygrał z Mahmoudem Saadem z Syrii, a przegrał z Walterem Carmoną z Brazylii
- Alassane Thioub – 19. miejsce – przegrał z Rajko Kušićem z Jugosławii
- Abdoulaye Kote – 10. miejsce – przegrał z Jeanem Zinnikerem ze Szwajcarii

### Koszykówka
Mężczyźni
- – 11. miejsce

Pierwsza runda – (Grupa B)
- Senegal – Jugosławia 67-104
- Senegal – Hiszpania  65-94
- Senegal – Polska 64-84

Druga runda (Grupa B)
- Senegal – Szwecja 64-70
- Senegal – Indie 81-59
- Senegal – Australia 64-95
- Senegal – Czechosłowacja 72-88

#### Skład
- Moussa Mbengue
- Bassirou Badji
- Mamadou Diop
- Yamar Samb
- Mathieu Faye
- Madiagne Ndiaye
- Mouhamadou Moustapha Diop
- Oumar Dia
- Bireyma Sadi Diagne
- Hadramé Ndiaye
- Yaya Cissokho
- Modou Tall

### Lekkoatletyka
Wszyscy uczestnicy odpadli w rundach eliminacyjnych.
Mężczyźni
- Momar N'Dao – 100 metrów
- Boubacar Diallo – 100 metrów, 200 metrów, 4x100 metrów
- Cheikh Touradou Diouf – 200 metrów
- Abdoulaye Sarr – 110 m przez płotki
- Moussa Sagna Fall – skok wzwyż
- Doudou N'Diaye – skok w dal
- Abdoulaye Samba Diallo – trójskok

Kobiety
- Françoise Damado – 100 metrów
- Marième Boye – 100 metrów

### Zapasy
- Amadou Katy Diop – odpadł w eliminacjach – Przegrał z Aleksandrem Cichoniem, wygrał z Ibrahimem Shudzandinem z Afganistanu i przegrał z Christopherem Andansonem z Francji
- Ambroise Sarr – odpadł w eliminacjach – Wygrał z Bourcardem Binellim z Kamerunu, a przegrał z Antalem Bodó z Węgier i Sławczo Czerwenkowem z Bułgarii
- Mamadou Sakho – 6. miejsce – Wygrał z Odnojnem Bachytem z Mongolii, przegrał z Rolandem Gehrke z NRD. Pokonał Kubańczyka Arturo Díaza i przegrał z Sosłanem Andijewem z ZSRR